# أجاتشيترو
كان أجاتشيترو Ajatashatru أو Ajatashattu أو Ajatasatru (السنسكريتية: Ajātaśatru ، Pāli: Ajātasattu ؛ 492 إلى 460 قبل الميلاد أو أوائل القرن الخامس قبل الميلاد) أحد أهم ملوك سلالة Haryanka في مملكة ماجادها في الهند الشرقية. كان ابن الملك Bimbisara وكان معاصرًا لكل من Mahavira و غوتاما بوذا. استولى على مملكة ماجادها بالقوة من والده وسجنه. خاض حربًا ضد Vajji، التي يحكمها Lichchhavis، وغزا جمهورية Vaishali (المدينة القديمة). تم تشكيل مدينة باتاليبوترا بتحصين قرية من قبل أجاتاشاترو.
اتبع Ajatashatru سياسات الفتح والتوسع. هزم جيرانه بمن فيهم ملك كوسالا. ذهب إخوته، على خلاف معه، إلى كاشي، التي كانت قد أعطيت لبيمبيسارا كمهر، مما أدى إلى اندلاع حرب بين ماجادا وكوسالا.